# Laísa Santana
Laísa Santana (ur. 24 sierpnia 1987) – brazylijska judoczka.
Startowała w Pucharze Świata w 2010. Brązowa medalistka igrzysk Ameryki Południowej w 2010, a także druga w drużynie. 